# 沖繩縣立博物館、美術館
26°13′36″N 127°41′39″E / 26.226593°N 127.694103°E
沖繩縣立博物館、美術館（日语：／ Okinawa kenritsu hakufutsukan, bijutsukan）是位於日本沖繩縣那霸市那霸新都心的縣立文化設施。該館兼具博物館和美術館的機能。

## 历史
1936年，沖繩縣廳在首里城內設置沖繩鄉土博物館，但於1945年的沖繩島戰役中，首里城被完全燒毀。美軍佔領琉球群島之後，於石川市（今宇流麻市）的字東恩納建立沖繩陳列館，以收集散落到各地的文物。1953年，館址遷到龍潭池畔，改名琉球政府立博物館。1966年，在原中城御殿的遺址上建立新館，遷址於此。1972年，美國將沖繩移交日本，改名沖繩縣立博物館。2007年3月31日，博物館被遷至那霸新都心，改名為沖繩縣立博物館、美術館，由原博物館館長兼任美術館館長。

## 外部連結
- 沖繩縣立博物館、美術館的官方網站 （页面存档备份，存于）